# Chứng chỉ nghề nghiệp Cisco
Chứng chỉ Cisco là một loại chứng chỉ CNTT chuyên nghiệp tạo ra bởi Cisco Systems cho sản phẩm của họ. Pearson VUE điều hành kiểm tra cần thiết để có được chứng nhận này.

## Đào tạo
Các Học viện mạng Cisco dạy kỹ năng Cisco. Mọi người không cần phải tham gia vào các lớp học Học viện mạng Cisco như là một điều kiện tiên quyết để tham gia kỳ thi hay đạt được một chứng nhận, mặc dù nhiều người khuyên nên học.

## Chứng chỉ
Bảng dưới đây cho thấy các hạng mục khác nhau và mức độ cho chứng chỉ Cisco. Tất cả các chứng chỉ, trừ CCAr, đòi hỏi phải vượt qua một hoặc nhiều bài kiểm tra lý thuyết được cung cấp bởi Pearson VUE. Chứng chỉ CCIE cũng đòi hỏi một kỳ thi thực hành quản lý tại các phòng thí nghiệm đặc biệt trên toàn thế giới.
| Architect    | -                          | CCAr       | -          | -                  | -                | -               | -             | -                     | -             |            |            |
| Expert       | CCIE Routing and Switching | CCDE       | -          | CCIE Collaboration | CCIE Data Center | -               | CCIE Security | CCIE Service Provider | CCIE Wireless |            |            |
| Professional | CCNP Routing and Switching | CCDP       | CCNP Cloud | CCNP Collaboration | CCNP Data Center | -               | CCNP Security | CCNP Service Provider | CCNP Wireless |            |            |
| Associate    | CCNA Routing and Switching | CCDA       | CCNA Cloud | CCNA Collaboration | CCNA Data Center | CCNA Industrial | CCNA Security | CCNA Service Provider | CCNA Wireless |            |            |
| Entry        | CCENT, CCT                 | CCENT, CCT | CCENT, CCT | CCENT, CCT         | CCENT, CCT       | CCENT, CCT      | CCENT, CCT    | CCENT, CCT            | CCENT, CCT    | CCENT, CCT | CCENT, CCT |

#### Cấp độ chứng chỉ nhập môn (Entry level)
Chứng nhận ở cấp độ nhập môn có thể sở hữu được là Kỹ thuật viên mạng Cisco cấp độ nhập môn (Cisco Certified Entry Networking Technician- CCENT) và Kỹ thuật viên Cisco (Cisco Certified Technician- CCT). Mỗi chứng nhận đòi hỏi người học phải vượt qua một kỳ thi.
Một CCENT cài đặt, duy trì và khắc phục các sự cố mạng hoặc một nhánh của mạng lưới doanh nghiệp nhỏ, và triển khai bảo mật mạng căn bản. Chứng chỉ CCENT có thể giúp người học kiếm được một công việc như kỹ thuật viên mạng hoặc kỹ thuật viên hỗ trợ, và là điều kiện tiên quyết để đạt chứng chỉ ở cấp độ chuyên viên như CCNA hay CCDA.
Một CCT làm việc ngay tại địa điểm khách hàng, phát hiện vấn đề,và sửa chữa hoặc thay thế thiết bị mạng liên quan. CCT lựa chọn một trong các hướng đi sau, bao gồm Trung tâm dữ liệu (Data Center), định tuyến & chuyển mạch (Routing & Switching) hoặc hiện diện từ xa (TelePresence).

#### Cấp độ chứng chỉ chuyên viên (Associate)
Các chương trình chứng chỉ cấp độ chuyên viên bao gồm Chuyên viên mạng (CCNA - Cisco Certified Network Associate) và Chuyên viên thiết kế (CCDA - Cisco Certified Design Associate). Người học phải vượt qua một hoặc hai kỳ thi để đạt được chứng chỉ CCNA hoặc CCDA, phụ thuộc vào định hướng của người học.
CCNA công nhận các kỹ năng cơ bản như cài đặt, hỗ trợ, và khắc phục sự cố mạng dây và/ hoặc không dây. Bạn có thể đi theo các hướng như: Định tuyến & chuyển mạch (Routing & Switching), Trung tâm dữ liệu (Data Center), Bảo mật (Security), Nhà cung cấp dịch vụ (Service Provider), Vận hành nhà cung cấp dịch vụ (Service Provider Operations), Hình ảnh (Video), Âm thanh (Voice), và Không dây (Wireless). Chứng chỉ CCNA là một điều kiện để đạt chứng chỉ CCNP.
Cisco đưa ra CCDA để công nhận các cá nhân có thể thiết kế các mạng lưới dây và không dây cơ bản, bảo mật tổ chức và âm thanh. CCDA là điều kiện tiên quyết cho chứng chỉ CCDP.

#### Cấp độ chứng chỉ chuyên gia (Professional)
Cấp độ chuyên gia bao gồm hai chương trình chính: Chuyên gia mạng (CCNP - Cisco Certified Network Professional) và Chuyên gia thiết kế (CCDP - Cisco Certified Design Professional). Người học phải vượt qua ba hoặc nhiều hơn các kỳ thi chứng chỉ để đạt được các chứng nhận và các điều kiện tiên quyết yêu cầu.
CCNP công nhận các chuyên gia – người lập kế hoạch, triển khai và khắc phục các sự cố mạng tại địa phương và trên khu vực rộng. Các hướng đi của CCNP cũng giống như đối với CCNA, ngoại trừ Video (không có trong CCNP). Sở hữu chứng chỉ CCNP là bạn có thể làm các công việc như kỹ sư hỗ trợ hoặc kỹ sư mạng, và là yêu cầu đến bước tiếp theo trong bậc thang chứng chỉ- Chuyên gia mạng quốc tế cao cấp (CCIE).
Chứng chỉ CCDP công nhận khả năng thiết kế và triển khai các mạng lưới có khả năng mở rộng và mạng chuyển mạch nhiều tầng. Vai trò liên kết bao gồm kỹ sư mạng cao cấp và nhà phân tích cao cấp. Từ CCDP, bạn có thể tiến tới Chuyên gia thiết kế cao cấp CCDE.

#### Cấp độ chứng chỉ chuyên gia cao cấp (Expert)
Cấp độ chuyên gia bao gồm 2 chứng chỉ chính: Chuyên gia mạng quốc tế cao cấp (CCIE - Cisco Certified Internetwork Expert) và Chuyên gia thiết kế (CCDE - Cisco Certified Design Expert). Không có điều kiện tiên quyết đối với từng chứng chỉ nhưng bạn buộc phải vượt qua kỳ thi viết và kỳ thi thực hành khắt khe của mỗi chứng chỉ này.
Đối với nhiều chuyên gia mạng, đạt được CCIE là một dấu mốc trong sự nghiệp của họ. Một CCIE sở hữu các kỹ năng và kiến thức kỹ thuật chuyên gia về sản phẩm mạng và giải pháp Cisco trong các mảng sau: Định hướng & chuyển mạch (Routing & Switching), Cộng tác (Collaboration), Trung tâm dữ liệu (Data Center), Bảo mật (Security), Nhà cung cấp dịch vụ (Service Provider), Vận hành nhà cung cấp dịch vụ (Service Provider Operations), Âm thanh (Voice), hoặc Không dây (Wireless).
Chứng chỉ CCDE công nhận các chuyên gia thiết kế giải pháp hạ tầng cho môi trường doanh nghiệp lớn, bao gồm các khía cạnh công nghệ, vận hành, kinh doanh và ngân sách của một dự án, liên kết với các vai trò kỹ sư thiết kế mạng và dẫn dắt đội hạ tầng IT.

#### Cấp độ chứng chỉ kiến trúc sư (Architect)
Kiến trúc sư (CCAr - Cisco Certified Architect) giống như Tiến sĩ của chương trình chứng chỉ Cisco, cấp độ cao nhất mà Cisco đưa ra. Chứng chỉ này công nhận kỹ năng của một kiến trúc sư hạ tầng mạng cao cấp, người có thể lập kế hoạch và thiết kế các hạ tầng IT dựa trên chiến lược doanh nghiệp. Nhiều người công nhận CCAr là chứng chỉ công nghệ khó đạt được nhất.
Để sở hữu CCAr, người học phải có chứng chỉ CCDE, thiết kế giải pháp mạng cho một chiến lược được đưa ra và xuất hiện`trước hội đồng thẩm định của Cisco để phản biện cho giải pháp của bạn.

## Vị trí thi
| Lab Location                                | Routing and Switching | Collaboration | Data Center | Security | Service Provider | Wireless |
| ------------------------------------------- | --------------------- | ------------- | ----------- | -------- | ---------------- | -------- |
| Bangalore, Ấn Độ                            | Có                    | Có            | Có          | Có       | Có               | Không    |
| Bắc Kinh, Trung Quốc                        | Có                    | Có            | Có          | Có       | Có               | Không    |
| Brussels, Bỉ                                | Có                    | Có            | Có          | Có       | Có               | Có       |
| Dubai, Các Tiểu vương quốc Ả Rập Thống nhất | Có                    | Có            | Có          | Có       | Có               | Không    |
| Hồng Kông, Trung Quốc                       | Có                    | Có            | Có          | Có       | Có               | Không    |
| Research Triangle Park, Hoa Kỳ              | Có                    | Có            | Có          | Có       | Có               | Có       |
| San Jose, Hoa Kỳ                            | Có                    | Có            | Có          | Có       | Có               | Có       |
| Sydney, Úc                                  | Có                    | Có            | Có          | Có       | Có               | Có       |
| Tokyo, Nhật Bản                             | Có                    | Có            | Có          | Có       | Không            | Không    |
| Mobile Labs                                 | Có                    | Không         | Có          | Có       | Có               | Không    |